# 안드레아스 오버그
안드레아스 오버그(스웨덴어: Andreas Öberg 안드레아스 외베리[*], 1978년 8월 6일 ~)는 스웨덴의 기타리스트, 작곡가, 음악 프로듀서이다.

## 음악 경력

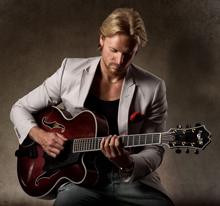
2008년의 오버그

오버그는 1978년 8월 6일 스톡홀름에서 태어났다. 일곱 살 때 학교에서 클래식 기타 레슨을 받았다. 블루스와 재즈 퓨전을 연주하는 선생님의 영향을 받아 열두 살에는 일렉트릭 기타를 연주하였다. 열어섯 살에는 음악학교에 입학하여 전통 재즈를 비롯한 현대적인 퓨전 재즈도 공부하였다. 이후 스톡홀름의 왕립 음악 대학에 입학하여 공부하였다.
18세에 빅토리아 톨스토이, 스반테 투레손과 함께 일하면서 프로 경력을 쌓기 시작하였다. 2006년에는 레조넌스 레코드와 계약하였다. 그는 당시 자신의 음악을 재즈, 펑크, 소울, 라틴, 브라질 음악의 조합이라고 설명하였다. 레조넌스 빅 밴드와 함께 그래미 어워드 최우수 기악 편곡상 후보에 오른 음반을 녹음하였다. 2009년에는 온라인 강의 사이트인 안드레아스 기타 유니버스를 개설하여 온라인 강의를 진행하고 있다. 바버라 헨드릭스, 행크 존스, 레스 폴, 에로스 라마초티, 투츠 틸레망과 함께 작업한 바 있다.
오버그는 2010년 즈음 스웨덴 텔레비전에 방영되는 광고의 곡을 작업한 것을 계기로 해외 시장의 팝 음악을 작곡하게 되었다. 초기에는 유니버설 뮤직의 의뢰를 받아 작곡을 하였다. 작곡뿐만 아니라 작사도 해보도록 권유한 안드레아스 칼슨과 함께 곡을 쓰기도 하였다. 작곡가로서 멜라니 폰타나, 루드비그 에란손과 협업하기도 하였다. 스웨덴, 미국, 일본 시장을 위한 팝 음악을 작곡하고 프로듀싱하였다.
2015년 샤이니의 앨범 "Odd"(오버그 공동 작곡의 'Romance' 포함)는 한국 가온 앨범 차트에서 2주 연속 1위를 차지했으며 2015년 5월 말 빌보드 월드 앨범 차트 1위에 올랐다.
2016년 5월에 아무로 나미에가 발표한 싱글 'Mint'는 A면과 B면('Mint", "Chit Chat")이 모두 오버그가 공동 작곡, 공동 프로듀싱을 맡았다. 이 노래는 일본에서 25만 장 이상의 디지털 판매량을 기록하며 플래티넘 인증을 받았다. 2016년 6월, 엑소는 오버그가 공동 작곡한 'Stronger'가 포함된 앨범 "EX'ACT"를 발매하였다. 이 앨범은 글로벌 앨범 차트에서 전 세계에서 가장 많이 팔렸으며, 100만 장 이상의 실물 판매량을 기록하였다.
오버그는 2004년 학스트룀 기타 상과 예발리아 음악상을 수상하였으며, 2006년 몽트뢰에서 국제 기타 콩쿠르 상을 수상하였다. 그는 할리우드의 뮤지션스 인스티튜트에서 수업을 지도하기도 하였다.

## 음반
- Andreas Invites Yorgui & Ritary (Hot Club, 2004)
- Young Jazz Guitarist (Hot Club, 2005)
- Solo (Hot Club, 2006)
- Live in Concert (2006) (DVD)
- My Favorite Guitars (Resonance, 2008)
- Six String Evolution (Resonance, 2010)
- Live (Hot Club, 2013)